# Karcsú Imre
Karcsú Imre (Kecskemét, 1934. február 2. – Komárom, 2013. október 1.) magyar lovas, díjugrató olimpikon és határőr. Az 1960. évi nyári olimpia résztvevője.

## Pályafutása
1951-től 1956-ig a Budapesti Dózsa, 1957-től 1962-ig az Újpesti Dózsa, 1962-től 1965-ig a Kiskunhalasi Határőr Dózsa versenyzője volt. Az országos bajnokságokon egyéniben kétszeres aranyérmes, míg csapatversenyben többszörös magyar bajnok volt.
1958-ban Wrocławban egyéniben és csapatban, 1959-ben Rómában egyéniben aranyérmes a Nemzetek Nagydíján és 1958-tól 1960-ig volt válogatott. 1958-ban Budapesten is nemzetközi versenyt nyert és megkapta az év legjobb ugrólovasa címet. A Belügyminisztérium munkatársa volt és 1960-tól rendőrtisztként főhadnagyi rendfokozatban hivatásos állományba is helyezték. Később átvezényelték a határőrséghez és határőr századosként szolgált.
Az 1960-as római olimpián a díjugratás versenyben Aranyos nevű lován pályatévesztés miatt (a forduló zászlót nem kerülte ki) a pálya teljesítése után kizárták. A díjugrató csapat (Móra László, Suti István és ő) 382,75 hibaponttal az 1. forduló után kiesett, de a csapatot a verseny végén a 16. helyre rangsorolták.
Idősebb korában Komáromban élt és a városban helyezték örök nyugalomra.

## Sikerei, díjai
- Magyar bajnokság

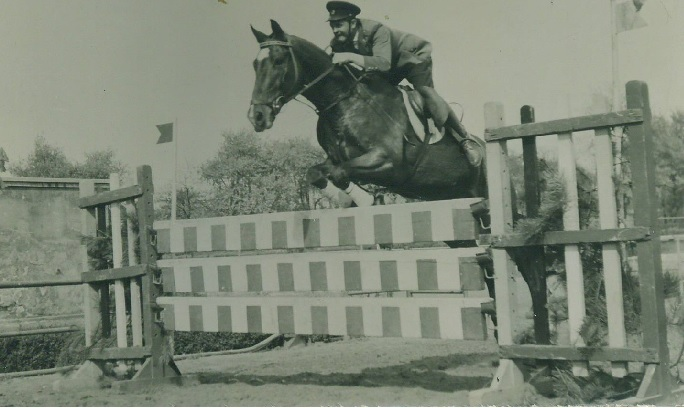
Karcsú Imre minden idők legjobb magyar ugrólovának, Aranyosnak a nyergében

  - bajnok: 1958, egyéni és összetett egyéni
- Nemzetek Grand-Prix
  - Wroclaw
    - győztes: 1958, egyéni és csapat

  - Róma
    - győztes: 1960, egyéni